# Cirrochroa siamensis
Cirrochroa siamensis är en fjärilsart som beskrevs av Hans Fruhstorfer 1906. Cirrochroa siamensis ingår i släktet Cirrochroa och familjen praktfjärilar. Inga underarter finns listade i Catalogue of Life.